# Puerto Deportivo de Atella Domaio
El Puerto Deportivo de Atella-Domaio se encuentra en el municipio de Domaio, en la provincia de Pontevedra.
La asociación náutico Deportivo A Tella de Domaio, está situado en el Ayuntamiento de Moaña, Provincia de Pontevedra.

## Accesibilidad
Al pueblo se puede llegar por a la AP-9, la carretera N-554 es la que accede directamente al puerto deportivo.

## Gestión portuaria
La asociación A Tella construyó y gestiona las instalaciones deportivas con el permiso de la Autoridad Portuaria.
- Datos: Q6092024